# Glenea belli
Glenea belli är en skalbaggsart som beskrevs av Charles Joseph Gahan 1893. Glenea belli ingår i släktet Glenea och familjen långhorningar. Inga underarter finns listade i Catalogue of Life.